# كاثرين إيبرت غراي
كاثرين «كاسي» إيبرت غراي (بالإنجليزية: Catherine “Cassy” Ebert-Gray) (من مواليد 1955) هي دبلوماسية أمريكية تعمل سفيرة للولايات المتحدة في بابوا غينيا الجديدة وجزر سليمان وفانواتو.

## حياتها المُبكرة وتعليمها
ولدت كاثرين إيبرت في أبلتون بولاية ويسكونسن وعاشت في نيناه وميناشا بويسكونسن وكذلك في إلينوي بولاية شيكاغو وديترويت بولاية ميشيغان قبل تخرجها من مدرسة أبلتون الغربية العليا. اهتمت إيبرت بالتاريخ والمحيط الهادئ من والدها، وهو من قدامى المحاربين الذين خدموا في قوات المحيط الهادئ. حصلت على درجة البكالوريوس في العلاقات الدولية والعلوم السياسية من جامعة ويسكونسن-ماديسون. وفي وقت لاحق من حياتها، حصلت إيبرت على درجة الماجستير في إدارة الموارد الوطنية من مدرسة دوايت د. أيزنهاور لاستراتيجية الأمن القومي والموارد.

## حياتها المهنية
بدأت إيبرت غراي حياتها المهنية كمحللة في الهيئة التشريعية في ولاية هاواي. وفي عام 1988 انضمت إلى الخدمة الخارجية للولايات المتحدة وخدمت بعد ذلك في العديد من المواقع الدولية، بما في ذلك مالي والمغرب وتوغو ومصر وألمانيا والفلبين وبابوا غينيا الجديدة وأستراليا.
كانت إيبرت تشغل منصب نائب مساعد وزيرة الخارجية في مكتب إدارة اللوجستيات التابع لمكتب الإدارة عندما تم ترشيحها من قِبَل الرئيس باراك أوباما لتصبح سفيرة للولايات المتحدة، وهو المنصب الذي شغلته منذ عام 2011. وفي 11 فبراير عام 2016، وصلت إيبرت غراي إلى بورت مورسبي بعد أن تم تأكيدها في 9 ديسمبر 2015 من قبل مجلس الشيوخ الأمريكي وأدت اليمين الدستورية لتصبح سفيرة للولايات المتحدة في بابوا غينيا الجديدة وفانواتو وجزر سليمان في 22 يناير 2016.

## حياتها الشخصية
تزوجت كاثرين من الأسترالي إيان غراي ولديهما طفلان. تتحدث إيبرت الإنجليزية والفرنسية.